# Leptogenys bellii
Leptogenys bellii är en myrart som beskrevs av Carlo Emery 1901. Leptogenys bellii ingår i släktet Leptogenys och familjen myror. Inga underarter finns listade i Catalogue of Life.